# Photis macinerneyi
Photis macinerneyi är en kräftdjursart som beskrevs av Chris Conlan 1983. Photis macinerneyi ingår i släktet Photis och familjen Isaeidae. Inga underarter finns listade i Catalogue of Life.